# 蒙特罗索-卡拉布罗
蒙特罗索-卡拉布罗（義大利語：Monterosso Calabro），是意大利维博瓦伦蒂亚省的一个市镇。总面积18平方公里，人口1842人，人口密度102.3人/平方公里（2009年）。